# Günther Jung

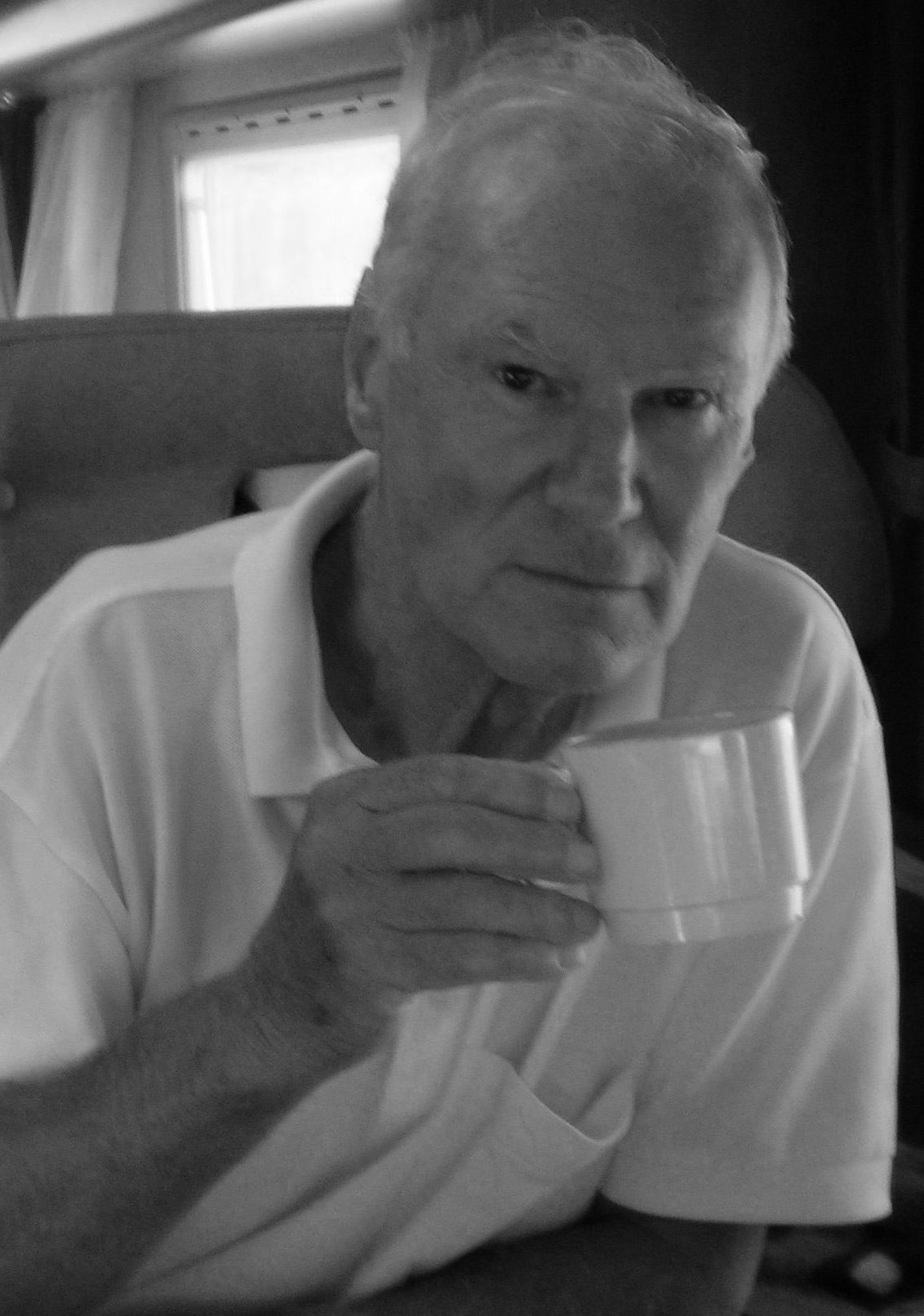
Günther Jung (2019)

Günther Jung (* 2. September 1937 in Tübingen) ist ein deutscher Chemiker. Von 1973 bis 2002 war er Professor für Organische Chemie und Biochemie an der Eberhard-Karls-Universität Tübingen.

## Leben und Karriere
Günther Jung studierte Chemie an der Universität Tübingen, wo er 1967 bei Ernst Bayer zum Dr. rer. nat. promoviert wurde. Nach der Promotion war er von 1967 bis 1968 Assistant Professor an der University of Houston in Texas. 1971 habilitierte er sich in Organischer Chemie und Biochemie an der Universität Tübingen, wo er seine Lehrtätigkeit als Privatdozent begann. 1973 wurde der am Institut für Organische Chemie tätige Wissenschaftler zum außerplanmäßigen Professor und 1978 zum Universitätsprofessor ernannt. 1997 wurde ihm der Titel Ordinarius verliehen.
Jung war im Gutachter-Ausschuss von acht wissenschaftlichen Zeitschriften, mehreren Forschungsinstituten, sowie Berater von Forschungsprojekten der Pharma-Industrie. Er organisierte zahlreiche internationale Symposien und Workshops. Einige Jahre leitete er auch die Biochemie-Abteilung am Naturwissenschaftlichen-Medizinischen Institut (NMI) der Universität Tübingen und das Steinbeis-Transferzentrum Bioorganische Chemie.
Jung war einer der Gründer der European Peptide Society (EPS) und der European Society of Combinatorial Sciences (ESCS) und ist Mitgründer der EMC microcollections GmbH und des biopharmazeutischen Unternehmens CureVac AG. Unter seiner Leitung promovierte Ingmar Hoerr zum Thema RNA-Vakzine zur Induktion von spezifischen zytotoxischen T-Lymphozyten (CTL) und Antikörpern. Bereits in seiner Dissertation beschrieb Hoerr 1999 die Grundlagen der direkten Anwendung des Botenmoleküls mRNA als Impfstoff, auf denen CureVac aufbaut.
EMC microcollections unter Leitung von Karl-Heinz Wiesmüller entwickelt Peptide und Lipopeptid-Vakzine für die Forschung und Leitstruktursuche. Das Lipopeptid-Vakzin-Konzept wurde erstmals 1985 von Jung vorgestellt. In vivo Anwendungen waren 1989 ein protektiver Maul- und Klauenseuche-Peptidimpfstoff sowie erstmals eine virusspezifische Killerzell-Induktion.
Das von K.-H. Wiesmüller entwickelte Lipopeptid-Adjuvans Pam3Cys-XSI5 induzierte in klinischen Prüfungen von Multipeptid-Vakzinen gegen Glioblastom und Corona-Viren starke anhaltende T-Zell-Antworten.(J. S. Heitmann et al., 2021).

## Forschungsfelder
Mehr als 120 Naturwissenschaftler fertigten ihre experimentellen Doktorarbeiten in den Laboratorien von Jung an.
Forschungsschwerpunkte lagen auf folgenden Gebieten: Strukturaufklärung und Synthese von Naturstoffen, spannungsabhängige Ionenkanalbildner in Lipidmembranen, multiple parallele Syntheseautomation, kombinatorische organische Chemie zur Leitstruktursuche, Peptidbibliotheken, Epitopkartierungen viraler Proteine, Immunbiochemie.
In Kooperation mit der zellbiologischen Arbeitsgruppe von Hans-Georg Rammensee konnte Günther Jungs Doktorand Stefan Stevanovic erstmals Sequenzmotive MHC-gebundener natürlicher Peptidbibliotheken bestimmen (MHC, Haupthistokompatibilitätskomplex). Die dazu entwickelten Analysemethoden sind essenziell für die Erforschung der molekularen Grundlagen der zellulären Immunantwort und neuer personalisierter Therapien.
Zahlreiche neue Antibiotika und deren Biosynthese-Zwischenstufen konnten Jungs Doktoranden in Kooperation mit Mikrobiologen aufklären. Erstmals wurde dabei die ribosomale Biosynthese mit posttranslationaler Modifikation der Lantibiotika-Peptidwirkstoffe aufgeklärt. Aus Arbeiten zur Biosynthese von Vancomycin-Antibiotika entwickelte sich die Naturstoff-Forschergruppe von Roderich Süssmuth.

## Internationale Auszeichnungen
Für seine interdisziplinären Forschungsergebnisse auf den Gebieten Peptidchemie, Bioorganische Chemie, Mikrobielle Metabolite, Immunchemie und Immunbiochemie und Biosensoren erhielt Günther Jung zahlreiche Preise und Auszeichnungen. Unter anderem erhielt er 1989 die Max-Bergmann-Medaille für herausragende wissenschaftliche Leistungen im Bereich der Lantibiotika-Peptidwirkstoffe, ihrer Strukturaufklärung und Biosynthese. Die European Peptide Society ehrte ihn 1992 mit dem Leonidas Zervas-Award als Anerkennung seiner wissenschaftlichen Beiträge in der Peptidchemie, den Akabori Memorial Award 2000 der Japanese Peptide Society folgte 2003 der ESCS-Award der European Society of Combinatorial Sciences.

## Publikationen (Auswahl)

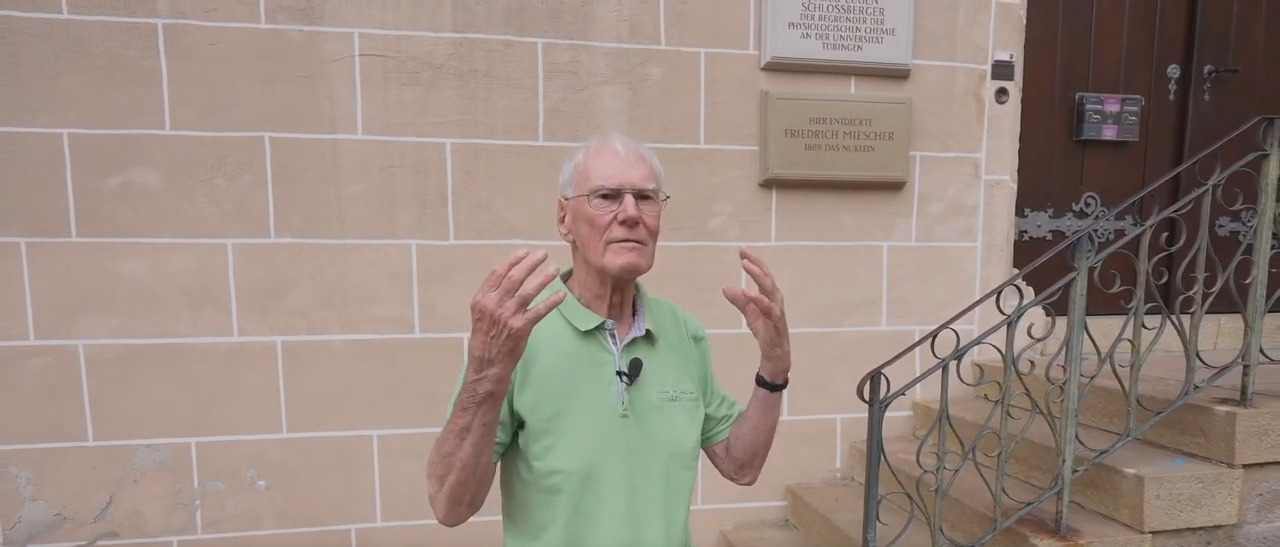
Günther Jung 2021 vor dem Schloss-Labor von Friedrich Miescher in Tübingen

Jung ist Autor und Coautor von über 900 Publikationen darunter mehr als 700 experimentelle Originalpublikationen.

### Bücher
- E. Breitmaier, G. Jung: Organische Chemie (8. Auflage). WILEY-VCH, Weinheim. 2022. ISBN 978-3-527-35022-3. ePDF 978-3-527-83681-9
- G. Jung (Hrsg.): Combinatorial Chemistry. Synthesis, Analysis, Screening. WILEY-VCH, Weinheim. 1999. ISBN 3-527-29869-X.
- G. Jung (Hrsg.): Combinatorial Peptide and Nonpeptide Libraries. WILEY-VCH, Weinheim 1996. ISBN 3-527-29380-9.
- G. Jung, H.-G.Sahl (Hrsg.): Nisin and Novel Laritibiotics, ESCOM, Leiden. 1991. ISBN 90-72199-11-1.

### Publikationen in Zeitschriften
- A. Thess, I. Hoerr, B.Y. Panah, G. Jung, and R. Dahm: Historic Nucleic Acids Isolated By Friedrich Miescher Contain RNA Besides DNA. In: Biol. Chem. 402, 2021, S. 1179–1185.
- S. Günther, A. Schlundt, J. Sticht, Y. Roske, U. Heinemann, K.-H. Wiesmüller, G. Jung, K. Falk, O. Rötzschke, and C.Freund: Bidirectional Binding of Invariant Chain Peptides to an MHC Class II Molecule. In: Proc. Natl. Acad. Sci. 107, 2010, S. 22219–22224.
- K. Dickhaut, S. Hoepner, J. Eckhard, K.-H. Wiesmüller, L. Schindler, G. Jung, K. Falk, and O. Rötzschke: Enhancement of Tumor-Specific Immune Responses In Vivo by “MHC-Loading-Enhancer” (MLE). In: PLoS 4, 2009, S. 1–9.
- B. Thern, J. Rudolph, and G. Jung: First Total Synthesis of the Nematicidal Cyclododecapeptide Omphalotin A by Using Racemization-free Triphosgene-Mediated Couplings in the Solid Phase. In: Angew. Chem. 114, 2002, S, 2401–2403; Angew. Chem. Int. Ed. Engl. 41, 2002, S. 2307–2309.
- J. Rademann, and G. Jung: Integrating Combinatorial Synthesis and Bioassays. In: Science 287, 2000, S. 1947–1948.
- I.Hoerr, R.Obst, H.-G. Rammensee, and G.Jung: In vivo application of RNA leads to the induction of specific cytotoxic T lymphocytes and antibodies. In: Eur.J.Immunol, 30, 2000, S. 1–7.
- T. Kupke, C. Kempter, G. Jung, and F. Götz: Oxidative Decarboxylation of Peptides Catalyzed by Flavoprotein Epi D: Determination of Substrate Specificity Using Peptide Libraries and neutral Loss Mass Spectrometry. In: Biol. Chem. 270, 1995, S. 11282–11289.
- A. Bayer, S. Freund, G. Nicholson und G. Jung: Posttranslational Backbone Modification in the Ribosomal Biosynthesis of the Glycine–Rich Antibiotic Microcin B17. In: Angew. Chem. 105, 1993, S. 1410–1413; Angew. Chem. Int. Ed. Engl.32, 1993, S. 1336–1339.
- O. Rötzschke, K Falk, S. Stevanovic, B. Grahovac, M. J. Soloski, G. Jung, and H.-G. Rammensee: Qa-2 Molecules are Peptide Receptors of Higher Stringency than Ordinary Class II Molecules. In: Nature, 361, 1993, S. 642–644.
- K. Falk, O. Rötzschke, S. Stevanovic, and G. Jung, H.-G. Rammensee: Allele-Speciflc Motifs Revealed by Sequencing of Self-Peptides Eluted from MHC-Molecules. In: Nature, 351, 1991, S. 290–296
- O. Rötzschke, K. Falk, K. Deres, H. Schild, M. Noda, J. Metzger, G. Jung, and H.-G. Rammensee: Isolation and Analysis of Naturally Processed Viral Peptides as Recognized by Cytotoxic T Cells. In: Nature, 348, 1990, S. 252–254.
- K.-H. Wiesmüller, G. Jung, and G. Hess: Novel Low-Molecular-Weight Synthetic Vaccine against Foot-and Mouth Disease containing a Potent B-Cell and Macrophage Avtivator. In: Vaccine 7, 1989, S. 29–33.
- K. Deres, H.-J. Schild, K.-H. Wiesmüller, G. Jung, and H.-G. Rammensee: In vivo Priming of Virus Specific Cytotoxic T Lymphocyte with Synthetic Lipopeptide Vaccine. In: Nature, 342,1989, S. 561–564.
- N. Schnell, K.-D. Entian, U. Schneider, F. Götz, H. Zähner, R. Kellner, and G. Jung: Prepeptide Sequence of Epidermin, a Ribosomally Synthesized Polypeptide Antibiotic Containing four Sulphide-Rings. In: Nature, 333, 1988, S. 276–278.
- G. Jung, K.-H. Wiesmüller, G. Becker, H.-J. Bühring, and W.G. Bessler: Increased Production of Specific Antibodies by Presentation of the Antigen Determinants with Covalently Lipopeptide Mitogens. In: Angew. Chem. 97, 1985, S. 883–885; Angew. Chem. Int. Ed. Engl. 24, 1885, S. 872–873.
- J.S. Heitmann et al., A COVID-19 Peptide Vaccine for the Induction of SARS-COV-2 T-Cell Immunity. In: Nature online, 23. November 2021